# Aglaonema
Aglaonema este un gen de plante care face parte din încrengătura Magnoliophyta și din familia Araceae. Este nativ în regiuni tropicale și subtropicale din Asia și Noua Guinee.

## Descriere
Speciile din acest gen sunt plante sempervirescente. Fructul este o bacă care devine roșie când se coace. Acesta seamănă cu un strat subțire care acoperă o sămânță mare. Aceste plante trăiesc în habitate compuse din păduri tropicale umede și umbroase.

## Cultivare și foloase

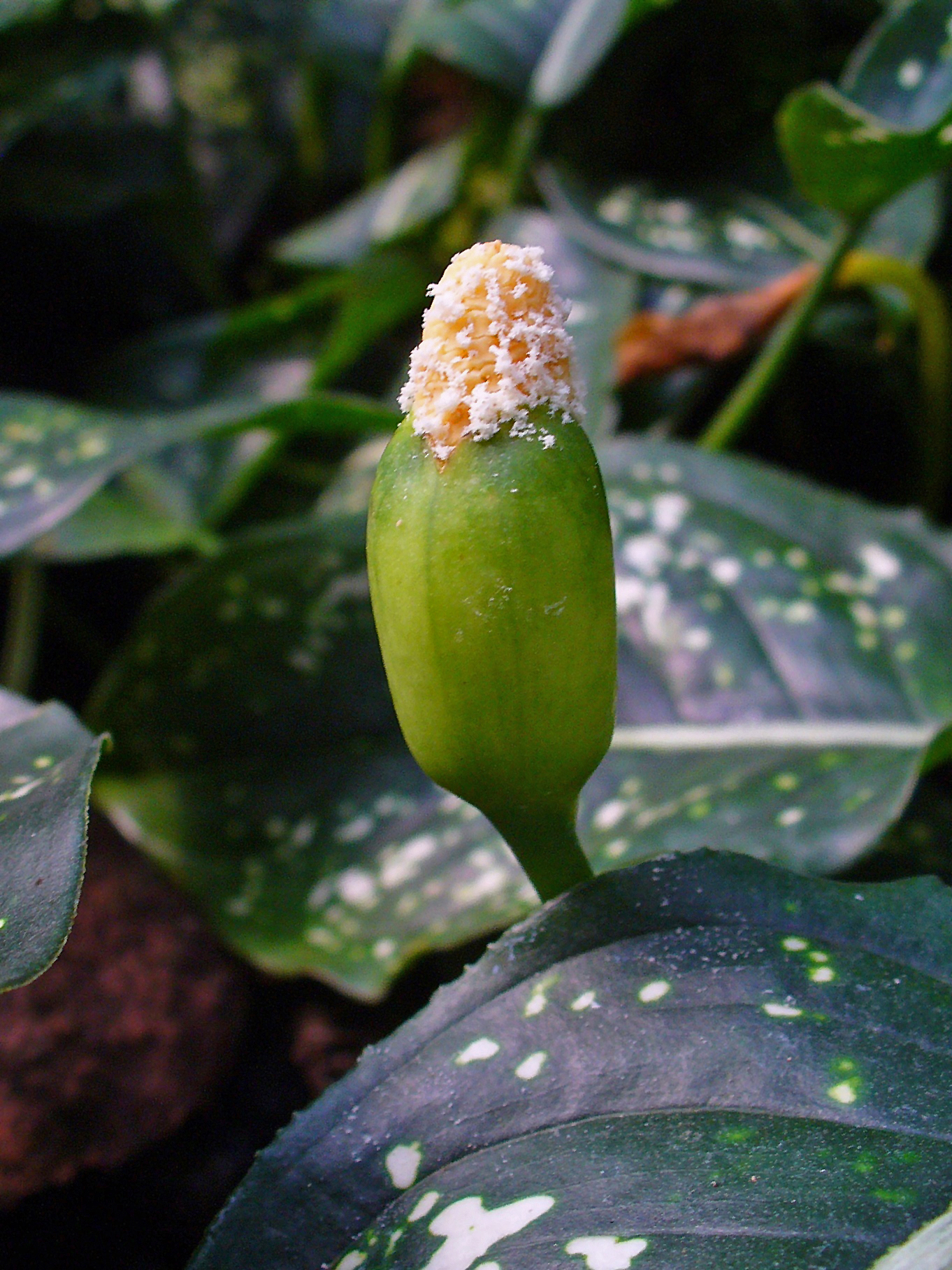
Aglaonema costatum

În unele culturi, timp de câteva secole, plantele din genul Aglaonema au fost crescute ca plante ornamentale aducătoare de noroc. În anul 1885, au fost introduse în Lumea Occidentală, când au fost aduse în Royal Botanic Gardens, Kew. Au fost cultivate și hibridate și au crescut într-o gamă largă de soiuri. Cresc în condiții de lumină scăzută și sunt niște plante de casă populare. Acest gen care este în principal tropical este cunoscut pentru intoleranța sa la temperaturi scăzute. Degerăturile pot începe la circa 15 °C.
Soiurile acestui gen au fost selectate pentru forma și mărimea lor, dar în special pentru culoarea și modelul frunzelor. Multe dintre acestea au tulpini albe sau crem. Unele au fost dezvoltate în așa fel încât să suporte temperaturile mai scăzute. Cultivarea se face preponderent prin înrădăcinare și prin despărțirea lăstarilor de la bază. Îngrijirea plantelor din acest gen ca plante de casă include protejarea lor de temperaturi prea scăzute și lumina excesivă a soarelui și eliminarea oricăror inflorescențe care se dezvoltă; toate acestea prelungesc viața plantelor. Au nevoie de mult sol, și în timp ce câteva soiuri au nevoie de o cantitate mai mică de îngrășământ, aceste plante sunt ușor vătămate când au o cantitate mai mare. Unele nematode pot provoca leziuni rădăcinilor.
Plantele din genul Aglaonema sunt otrăvitoare, lucru provocat de cristalele de oxalat de calciu.

## Diversitate
Specii incluse:
1. Aglaonema brevispathum - Indochina
2. Aglaonema chermsiriwattanae - Thailanda
3. Aglaonema cochinchense -  Vietnam, Cambodgia, Thailanda, Malaysia
4. Aglaonema commutatum - Filipine, Sulawesi
5. Aglaonema cordifolium - Mindanao
6. Aglaonema costatum - Pulau Langkawi, Indochina
7. Aglaonema densinervium - Filipine, Sulawesi
8. Aglaonema flemingianum - Terengganu
9. Aglaonema hookerianum - Darjeeling, Assam, Bangladesh, Bhutan, Myanmar
10. Aglaonema marantifolium - Maluku, Noua Guinee
11. Aglaonema modestum -  Bangladesh, Indochina, sudul Chinei
12. Aglaonema nebulosum - Borneo, Malaysia, Sumatra
13. Aglaonema nitidum - Borneo, Malaysia, Sumatra, Java, Indochina
14. Aglaonema ovatum - Laos, Thailanda, Vietnam
15. Aglaonema philippinense - Filipine, Sulawesi
16. Aglaonema pictum - Nias, Sumatra
17. Aglaonema pumilum - Myanmar, Thailanda
18. Aglaonema roebelinii - Luzon
19. Aglaonema rotundum - Sumatra
20. Aglaonema simplex - Yunnan, Indochina, Malaysia, Indonezia, Filipine
21. Aglaonema tricolor - Filipine
22. Aglaonema vittatum - Sumatra, Insulele Lingga